# Sigurd Dennemark
Sigurd Dennemark, född 14 augusti 1911 i Sundsvall, död 26 november 1965 i Oscars församling, Stockholm, var en svensk jurist.
Sigurd Dennemark tog studentexamen i Sundsvall 1929, blev jur.kand. vid Uppsala universitet 1932 samt gjorde tingstjänstgöring 1933 och 1935–1937. Han började därefter i Svea hovrätt där han blev fiskal 1938, extra ordinarie assessor 1946 och assessor 1952. Han var t.f. sekreterare i Arbetsdomstolen 1943–1944, hade lagstiftningsuppdrag i Justitiedepartementet 1946–1950 och var lagbyråchef där 1952–1955. Han utnämndes 1954 till hovrättsråd i Svea hovrätt. Sigurd Dennemark var justitieråd i Högsta domstolen 1955–1965. Han tjänstgjorde i Lagrådet 1964–1965.
Han var vice ordförande i Statens uppfinnarnämnd 1950–1955, delegat för Sverige vid 7:e och 8:e Haagkonferensen för internationell privaträtt 1951 och 1956 samt ledamot av FN:s kommitté för verkställande av utländsk skiljedom i New York 1955. Han var auditör vid Livgardets dragoner (K1) 1950–1955 och juridiskt biträde åt chefen för armén 1953–1955.

## Utmärkelser
- Kommendör med stora korset av Nordstjärneorden 1965
- Kommendör av 1 klassen av Nordstjärneorden (KNO1kl)